# Jean-Louis Koszul
Jean-Louis Koszul, nacido el 3 de enero de 1921 en Estrasburgo (Francia) y fallecido el 12 de enero de 2018 en Fontanil-Cornillon, cerca de Grenoble, fue un matemático francés conocido por sus trabajos en álgebra abstracta y geometría. 
Fue miembro del grupo Bourbaki y entre sus aportaciones se encuentra el desarrollo del llamado complejo de Koszul. La teoría geométrica de la información se basa, en parte,en sus trabajos (función característica de Koszul- Vinberg).  También han recibido su nombre las llamadas álgebras de Koszul, un tipo importante de álgebras cuadráticas, la homología de Koszul y la conocida como dualidad de Koszul, que aparece en teoría de representaciones y en la teoría de operads.

## Biografía
Jean-Louis Koszul nació en Estrasburgo en 1921, hijo de André Koszul (1878-1956) y Marie Fontaine, siendo el hermano menor de una familia de cuatro hijos. Es primo del compositor Henri Dutilleux, y su abuelo, el compositor Julien Koszul, era amigo de Gabriel Fauré.
Estudió de joven en en el Instituto Fustel-de-Coulanges de Estrasburgo. Curso estudios universitarios en la Facultad de Ciencias de Estrasburgo y posteriormente en París, donde fue alumno de la ENS Ulm (promoción de 1940).  Elabora su tesis de doctorado, titulada "Homología y cohomología de las álgebras de Lie",  bajo la dirección de Henri Cartan, quien le dirige un discurso elogioso. 
Desarrolló su carrera académica en Estrasburgo y Grenoble. Fue nombrado profesor asistente (maitre de conferénces) y luego profesor en la Universidad de Estrasburgo, donde permaneció hasta 1963, pasando posteriormente a ejercer como profesor en la Universidad de Grenoble desde esa fecha. En 1966, es el encargado de editar la prueba de matemáticas del examen de ingreso a la ENS de Ulm, con una duración de seis horas, en la cual todos los estudiantes entregaron sus exámenes en blanco. Este suceso reveló la disparidad tan grande que existía en la enseñanza de las matemáticas avanzadas y tema paso a llamarse desde entonces  "Problema de Koszul».
Se jubiló en 1986, pero permaneció muy activo durante muchos años más dentro del Instituto Fourier. Formó parte del grupo Bourbaki. Fue presidente de la Sociedad Matemática de Francia en 1978 y estuvo muy involucrado en ese momento en la creación del CIRM (Centre internacional de Rencontres Mathématiques) en Luminy. En 1962 ganó el premio Francoeur.

## Aportaciones a las matemáticas
- Faisceaux et Cohomologie. 1957
- Lectures on Fibre Bundles and Differential Geometry. Tata Institute, Bombay 1965, 1986 (conderencia de 1960).
- Lectures on Groups of Transformation. Tata Institute, Bombay 1964.
- Selected Papers of Jean-Louis Koszul. 1994.
- Homologie et cohomologie des algèbres de Lie. Archivado el 4 de mayo de 2015 en Wayback Machine. Bulletin de la Société Mathématique de France 1950
- Sur un type d'algèbres différentielles en rapport avec la transgression Colloque de topologie (espaces fibrés), Bruxelles, 1950, pp. 73–81.
- Homologie des complexes de formes différentielles d'ordre supérieur (1974)
- Rigidité forte des espaces riemanniens localement symétriques (1974-1975)
- Travaux de S. S. Chern et J. Simons sur les classes caractéristiques (1973-1974)
- Déformations de connexions localement plates (1968)
- Travaux de J. Stallings sur la décomposition des groupes en produits libres (1968-1969)
- Propriétés de stabilité des lois d'opération propres (1964)
- Théorèmes de points fixes pour les groupes élémentaires (1962-1964)
- Domaines bornés homogènes et orbites de groupes de transformations affines (1961)
- Complexes d'espaces topologiques (1959)
- Travaux de B. Kostant sur les groupes de Lie semi-simples (1958-1960)
- Fibrés vectoriels sur les courbes elliptiques (1956-1958)
- Formes hermitiennes canoniques des espaces homogènes complexes (1954-1956)
- Relations d'équivalence sur les courbes algébriques ayant des points multiples (1951-1954)
- Les variétés jacobiennes généralisées (1951-1954)
- Algèbres de Jordan (1948-1951)
- Cohomologie des espaces fibrés différentiables et connexions (1948-1951)
- Introduction to Symplectic Geometry  (1983 -English translation 2019)